# Tournoi masculin de hockey sur gazon aux Jeux olympiques d'été de 2016
Cet article traite de l'épreuve masculine. Pour la compétition féminine, voir Tournoi féminin de hockey sur gazon aux Jeux olympiques d'été de 2016.
Navigation
Londres 2012 Tokyo 2020
Le tournoi masculin de hockey sur gazon aux Jeux olympiques d'été de 2016 se tient à Rio de Janeiro, au Brésil, du 6 au 18 août 2016 au Centre olympique de hockey situé à dans le quartier de Deodoro.
Les fédérations affiliées à la FIH participent par le biais de leur équipe masculine aux épreuves de qualification. Onze équipes rejoignent ainsi le Brésil, nation hôte de la compétition, pour s'affronter lors du tournoi final.

## Préparation de l'événement

### Désignation du pays hôte
La commission exécutive du Comité international olympique a sélectionné le 4 juin 2008 quatre villes candidates parmi une liste de sept villes postulant à la candidature. Les quatre villes retenues (Chicago, Madrid, Rio de Janeiro et Tokyo) ont alors entamé la deuxième phase de la procédure.
À l'issue de celle-ci, le 2 octobre 2009 à Copenhague, après avoir étudié les dossiers de chaque ville, le jury désigne Rio de Janeiro comme ville hôte des Jeux olympiques de 2016 au terme de trois tours de scrutin. Lors du dernier tour, la ville brésilienne devance Madrid de trente-quatre voix.

## Acteurs du tournoi

### Équipes qualifiées
Les champions continentaux sont directement qualifiés. Six autres pays sont qualifiés aux demi-finales de la Ligue mondiale de hockey sur gazon 2014-2015. Pour se qualifier, le Brésil, pays-hôte à du répondre à certaines conditions imposées par la Fédération internationale de hockey sur gazon et le Comité international olympique. Le pays devait en effet se classer parmi les 30 premiers au classement de la FIH ou se classer parmi les 6 premiers aux Jeux panaméricains de 2015

### Tournoi masculin
| Dates                          | Événement                                              | Lieu             | Qualifiés        |
| ------------------------------ | ------------------------------------------------------ | ---------------- | ---------------- |
| 20 septembre - 2 octobre 2014  | Jeux asiatiques de 2014                                | Corée du Sud     | Inde             |
| 3 - 14 juin 2015               | Ligue mondiale de hockey sur gazon masculin 2014-2015  | Argentine        | Allemagne        |
| 3 - 14 juin 2015               | Ligue mondiale de hockey sur gazon masculin 2014-2015  | Argentine        | Canada           |
| 3 - 14 juin 2015               | Ligue mondiale de hockey sur gazon masculin 2014-2015  | Argentine        | Espagne          |
| 3 - 14 juin 2015               | Ligue mondiale de hockey sur gazon masculin 2014-2015  | Argentine        | Nouvelle-Zélande |
| 20 juin - 5 juillet 2015       | Ligue mondiale de hockey sur gazon masculin 2014-2015  | Belgique         | Belgique         |
| 20 juin - 5 juillet 2015       | Ligue mondiale de hockey sur gazon masculin 2014-2015  | Belgique         | Royaume-Uni      |
| 20 juin - 5 juillet 2015       | Ligue mondiale de hockey sur gazon masculin 2014-2015  | Belgique         | Irlande          |
| 21 juillet 2015                | Pays Hôte                                              | Canada           | Brésil           |
| 14 - 25 juillet 2015           | Jeux panaméricains de 2015                             | Canada           | Argentine        |
| 21-29 août 2015                | Championnat d'Europe de hockey sur gazon masculin 2015 | Royaume-Uni      | Pays-Bas         |
| 21-25 octobre 2015             | Coupe d'Océanie 2015                                   | Nouvelle-Zélande | Australie        |
| 23 octobre - 1er novembre 2015 | Tournoi de qualification africain 2015                 | Afrique du Sud   | --               |
| Total                          | Total                                                  | Total            | 12               |

L'Afrique du Sud cède sa place à la Nouvelle-Zélande, meilleur pays non-qualifié à la Ligue mondiale de hockey sur gazon de 2014-2015.

## Format de la compétition
En janvier 2014, la Fédération Internationale de Hockey sur gazon instaure de nouvelles règles et un nouveau format concernant les matchs. En effet, les deux mi-temps de 35 minutes sont remplacées par des quart-temps de 15 minutes. Le but de ces changements vise à améliorer l'intensité de la compétition. D'autres changements incluent la mise en œuvre de 40 secondes de temps mort après un penalty et un but.
Les douze équipes qualifiées sont réparties en deux poules de six équipes chacune. Au sein de chaque poule, toutes les équipes se rencontrent. Trois points sont attribués pour une victoire, un pour un match nul, et aucun pour une défaite. Les quatre premières équipes de chaque poule sont qualifiées pour les quarts de finale.
| Poule A                   | Poule B            |
| ------------------------- | ------------------ |
| Australie (FIH #1)        | Pays-Bas (FIH #2)  |
| Royaume-Uni (FIH #4)      | Allemagne (FIH #3) |
| Belgique (FIH #6)         | Inde (FIH #5)      |
| Nouvelle-Zélande (FIH #8) | Argentine (FIH #7) |
| Espagne (FIH #11)         | Irlande (FIH #12)  |
| Brésil (FIH #30)          | Canada (FIH #15)   |

## Premier tour

### Groupe A

#### Classement
| Rang | Équipe           | Pts | J | G | N | P | Bp | Bc | Diff |
| ---- | ---------------- | --- | - | - | - | - | -- | -- | ---- |
| 1    | Belgique         | 12  | 5 | 4 | 0 | 1 | 21 | 5  | +16  |
| 2    | Espagne          | 10  | 5 | 3 | 1 | 1 | 13 | 6  | +7   |
| 3    | Australie        | 9   | 5 | 3 | 0 | 2 | 13 | 4  | +9   |
| 4    | Nouvelle-Zélande | 7   | 5 | 2 | 1 | 2 | 17 | 8  | +9   |
| 5    | Grande-Bretagne  | 5   | 5 | 1 | 2 | 2 | 14 | 10 | +4   |
| 6    | Brésil           | 0   | 5 | 0 | 0 | 5 | 1  | 46 | -45  |

#### Matchs
| 6 août 2016       | Belgique                                                                         | 4 - 1   | Grande-Bretagne     | Centre olympique de hockey             |                                        |
| 12h30 (UTC−03:00) | Jérôme TRUYENS 6e · Tanguy COSYNS 33e · Simon GOUGNARD 35e · Cédric CHARLIER 56e | (1 - 1) | 27e Nicholas CATLIN | Arbitrage : John Wright Coen van Bunge | Arbitrage : John Wright Coen van Bunge |

| 6 août 2016       | Australie                              | 2 - 1   | Nouvelle-Zélande | Centre olympique de hockey                        |                                                   |
| 13h30 (UTC−03:00) | Chris CIRIELLO 8e · Matthew GOHDES 23e | (2 - 0) | 31e Simon CHILD  | Arbitrage : Christian Blasch Germán Montes de Oca | Arbitrage : Christian Blasch Germán Montes de Oca |
| 13h30 (UTC−03:00) | Rapport                                |         |                  | Arbitrage : Christian Blasch Germán Montes de Oca | Arbitrage : Christian Blasch Germán Montes de Oca |

| 6 août 2016       | Espagne                                                                                             | 7 - 0   | Brésil | Centre olympique de hockey             |                                        |
| 19h30 (UTC−03:00) | Xavier LLEONART 16, 42e · Roc OLIVA 34e · Josep ROMEU 35, 52e · Vincenc RUIZ 45e · David ALEGRE 55e | (1 - 0) |        | Arbitrage : Marcin Grochal Chen Dekang | Arbitrage : Marcin Grochal Chen Dekang |

| 7 août 2016       | Grande-Bretagne                       | 2 - 2   | Nouvelle-Zélande                       | Centre olympique de hockey               |                                          |
| 17h00 (UTC−03:00) | David CONDON 2e · Barry MIDDLETON 25e | (2 - 2) | 14e Kane RUSSELL · 19e Hayden PHILLIPS | Arbitrage : Marcin Grochal Hong Zhen Lim | Arbitrage : Marcin Grochal Hong Zhen Lim |

| 7 août 2016       | Brésil | 0 - 12  | Belgique | Centre olympique de hockey                    |                                               |
| 19h30 (UTC−03:00) |        | (0 - 5) | 12e Florent VAN AUBEL · 14, 54e Arthur VAN DOREN · 18, 53e Tanguy COSYNS · 25e Félix DENAYER · 28e Jérôme TRUYENS · 33e Gauthier BOCCARD · 34e Thomas BRIELS · 41e Sébastien DOCKIER · 48e Cédric CHARLIER · 51e John-John DOHMEN | Arbitrage : Germán Montes de Oca Javed Shaikh | Arbitrage : Germán Montes de Oca Javed Shaikh |

| 7 août 2016       | Australie | 0 - 1   | Espagne           | Centre olympique de hockey                  |                                             |
| 20h30 (UTC−03:00) |           | (0 - 1) | 6e Alex CASASAYAS | Arbitrage : Christian Blasch Coen van Bunge | Arbitrage : Christian Blasch Coen van Bunge |

| 9 août 2016       | Nouvelle-Zélande   | 2 - 3   | Espagne                                                 | Centre olympique de hockey                        |                                                   |
| 10h00 (UTC−03:00) | Simon CHILD 3, 30e | (2 - 2) | 1e Roc OLIVA · 10e Alex CASASAYAS · 60e Xavier LLEONART | Arbitrage : Christian Blasch Germán Montes de Oca | Arbitrage : Christian Blasch Germán Montes de Oca |

| 9 août 2016       | Brésil            | 1 - 9   | Grande-Bretagne | Centre olympique de hockey             |                                        |
| 18h00 (UTC−03:00) | Stephane SMITH 4e | (1 - 3) | 9e Adam DIXON · 12, 54e Barry MIDDLETON · 27, 57e Ashley JACKSON · 37e Harry MARTIN · 47, 59e Sam WARD · 56e Mark GLEGHORNE | Arbitrage : Chen Dekang Coen van Bunge | Arbitrage : Chen Dekang Coen van Bunge |

| 9 août 2016       | Belgique          | 1 - 0   | Australie | Centre olympique de hockey             |                                        |
| 20h30 (UTC−03:00) | Tanguy COSYNS 16e | (1 - 0) |           | Arbitrage : John Wright Marcin Grochal | Arbitrage : John Wright Marcin Grochal |

| 10 août 2016      | Nouvelle-Zélande | 9 - 0   | Brésil | Centre olympique de hockey              |                                         |
| 19h30 (UTC−03:00) | Nick WILSON 15, 19, 34, 41e · Shay NEAL 21e · Simon CHILD 26e · Kane RUSSELL 30e · Stephen JENNESS 45e · Nic WOODS 58e | (5 - 0) |        | Arbitrage : Javed Shaikh Coen van Bunge | Arbitrage : Javed Shaikh Coen van Bunge |

| 10 août 2016      | Grande-Bretagne    | 1 - 2   | Australie                             | Centre olympique de hockey             |                                        |
| 20h30 (UTC−03:00) | Ashley JACKSON 58e | (0 - 0) | 50e Aran ZALEWSKI · 55e Jacob WHETTON | Arbitrage : Marcin Grochal John Wright | Arbitrage : Marcin Grochal John Wright |

| 11 août 2016      | Espagne         | 1 - 3   | Belgique                                          | Centre olympique de hockey                        |                                                   |
| 13h30 (UTC−03:00) | Pau QUEMADA 41e | (0 - 3) | 6, 21e Cédric CHARLIER · 16e Emmanuel STOCKBROEKX | Arbitrage : Christian Blasch Germán Montes de Oca | Arbitrage : Christian Blasch Germán Montes de Oca |

| 12 août 2016      | Grande-Bretagne | 1 - 1   | Espagne         | Centre olympique de hockey                  |                                             |
| 17h00 (UTC−03:00) | Sam WARD 15e    | (1 - 1) | 9e David ALEGRE | Arbitrage : Christian Blasch Coen van Bunge | Arbitrage : Christian Blasch Coen van Bunge |

| 12 août 2016      | Belgique              | 1 - 3   | Nouvelle-Zélande                                    | Centre olympique de hockey                   |                                              |
| 18h00 (UTC−03:00) | Florent VAN AUBEL 58e | (0 - 0) | 31e Simon CHILD · 37e Nick WILSON · 52e Hugo INGLIS | Arbitrage : Germán Montes de Oca John Wright | Arbitrage : Germán Montes de Oca John Wright |

| 12 août 2016      | Australie                                                                                               | 9 - 0   | Brésil | Centre olympique de hockey             |                                        |
| 20h30 (UTC−03:00) | Jamie DWYER 7, 9e · Matt GOHDES 11e · Glenn TURNER 20, 24, 27e · Matt DAWSON 35e · Blake GOVERS 45, 59e | (6 - 0) |        | Arbitrage : Javed Shaikh Hong Zhen Lim | Arbitrage : Javed Shaikh Hong Zhen Lim |

### Groupe B

#### Classement
| Rang | Équipe    | Pts | J | G | N | P | Bp | Bc | Diff |
| ---- | --------- | --- | - | - | - | - | -- | -- | ---- |
| 1    | Allemagne | 13  | 5 | 4 | 1 | 0 | 17 | 10 | +7   |
| 2    | Pays-Bas  | 10  | 5 | 3 | 1 | 1 | 18 | 11 | +7   |
| 3    | Argentine | 8   | 5 | 2 | 2 | 1 | 14 | 12 | +2   |
| 4    | Inde      | 7   | 5 | 2 | 1 | 2 | 9  | 9  | 0    |
| 5    | Irlande   | 3   | 5 | 1 | 0 | 4 | 10 | 16 | -6   |
| 6    | Canada    | 1   | 5 | 0 | 1 | 4 | 7  | 22 | -15  |

#### Matchs
| 6 août 2016       | Argentine                               | 3 - 3   | Pays-Bas                                                                  | Centre olympique de hockey            |                                       |
| 10h00 (UTC−03:00) | Lucas VILA 29, 49e · Matías PAREDES 54e | (1 - 1) | 18e Jeroen HERTZBERGER · 36e Mink VAN DER WEERDEN · 43e Severiano VAN ASS | Arbitrage : Martin Madden Adam Kearns | Arbitrage : Martin Madden Adam Kearns |

| 6 août 2016       | Inde                                                 | 3 - 2   | Irlande                             | Centre olympique de hockey            |                                       |
| 11h00 (UTC−03:00) | Raghunath VOKKALIGA 15e · Rupinder Pal SINGH 27, 49e | (2 - 0) | 45e Kirk SHIMMINS · 56e Conor HARTE | Arbitrage : Murray Grime Paco Vázquez | Arbitrage : Murray Grime Paco Vázquez |

| 6 août 2016       | Canada                                | 2 - 6   | Allemagne                                                                         | Centre olympique de hockey                |                                           |
| 18h00 (UTC−03:00) | Mark PEARSON 11e · Keegan PEREIRA 39e | (1 - 4) | 4, 33e Moritz FURSTE · 6, 46e Niklas WELLEN · 14e Mathias MULLER · 26e Linus BUTT | Arbitrage : Marcelo Servetto Simon Taylor | Arbitrage : Marcelo Servetto Simon Taylor |

| 7 août 2016       | Pays-Bas                                                                                    | 5 - 0   | Irlande | Centre olympique de hockey            |                                       |
| 18h00 (UTC−03:00) | Mink VAN DER WEERDEN 7, 40e · Jorrit CROON 8e · Marco PRUIJSER 42e · Jereon HERTZBERGER 59e | (2 - 0) |         | Arbitrage : Nathan Stagno Tim Pullman | Arbitrage : Nathan Stagno Tim Pullman |

| 8 août 2016       | Allemagne                                | 2 - 1   | Inde                   | Centre olympique de hockey            |                                       |
| 11h00 (UTC−03:00) | Niklas WELLEN 18e · Christopher RUHR 60e | (1 - 1) | 23e Rupinder Pal SINGH | Arbitrage : Tim Pullman Martin Madden | Arbitrage : Tim Pullman Martin Madden |

| 8 août 2016       | Canada           | 1 - 3   | Argentine                                    | Centre olympique de hockey           |                                      |
| 12h30 (UTC−03:00) | Scott TUPPER 55e | (0 - 1) | 13e Matías PAREDES · 46, 51e Gonzalo PEILLAT | Arbitrage : Adam Kearns Simon Taylor | Arbitrage : Adam Kearns Simon Taylor |

| 9 août 2016       | Argentine           | 1 - 2   | Inde                                               | Centre olympique de hockey            |                                       |
| 11h00 (UTC−03:00) | Gonzalo PEILLAT 49e | (0 - 1) | 8e Chinglensana KANGUJAM · 35e Kothajit KHADANGBAM | Arbitrage : Paco Vázquez Simon Taylor | Arbitrage : Paco Vázquez Simon Taylor |

| 9 août 2016       | Allemagne                                  | 3 - 2   | Irlande                                | Centre olympique de hockey                 |                                            |
| 11h20 (UTC−03:00) | Moritz FURSTE 13, 38e · Martin ZWICKER 42e | (1 - 1) | 26e Eugene MAGEE · 59e Michael DARLING | Arbitrage : Marcelo Servetto Hong Zhen Lim | Arbitrage : Marcelo Servetto Hong Zhen Lim |

| 9 août 2016       | Pays-Bas | 7 - 0   | Canada | Centre olympique de hockey             |                                        |
| 13h30 (UTC−03:00) | Severiano VAN ASS 9e · Mink VAN DER WEERDEN 25, 52, 60e · Jeroen HERTZBERGER 29, 41e · Robbert KEMPERMAN 58e | (3 - 0) |        | Arbitrage : Murray Grime Nathan Stagno | Arbitrage : Murray Grime Nathan Stagno |

| 11 août 2016      | Pays-Bas                                     | 2 - 1   | Inde                    | Centre olympique de hockey             |                                        |
| 10h00 (UTC−03:00) | Rogier HOFMAN 35e · Mink VAN DER WEERDEN 54e | (0 - 0) | 38e Raghunath VOKKALIGA | Arbitrage : Murray Grime Martin Madden | Arbitrage : Murray Grime Martin Madden |

| 11 août 2016      | Irlande                                                          | 4 - 2   | Canada               | Centre olympique de hockey                 |                                            |
| 11h00 (UTC−03:00) | Shane O'DONOGHUE 1e 28e · Peter CARUTH 29e · Michael DARLING 57e | (3 - 0) | 37, 50e Scott TUPPER | Arbitrage : Marcelo Servetto Nathan Stagno | Arbitrage : Marcelo Servetto Nathan Stagno |

| 11 août 2016      | Argentine                                                               | 4 - 4   | Allemagne                                                                             | Centre olympique de hockey           |                                      |
| 12h30 (UTC−03:00) | Lucas VILA 4e · Pedro IBARRA 29e · Gonzalo PEILLAT 48e · Matias REY 57e | (2 - 3) | 15e Timm HERZBRUCH · 24e Christopher WESLEY · 28e Mats GRAMBUSCH · 60e Mathias MÜLLER | Arbitrage : Adam Kearns Paco Vázquez | Arbitrage : Adam Kearns Paco Vázquez |

| 12 août 2016      | Inde                                      | 2 - 2   | Canada               | Centre olympique de hockey            |                                       |
| 12h30 (UTC−03:00) | Akashdeep SINGH 33e · Ramandeep SINGH 41e | (0 - 0) | 33, 52e Scott TUPPER | Arbitrage : Nathan Stagno Adam Kearns | Arbitrage : Nathan Stagno Adam Kearns |

| 12 août 2016      | Allemagne                             | 2 - 1   | Pays-Bas              | Centre olympique de hockey                |                                           |
| 13h30 (UTC−03:00) | Florian FUCHS 7e · Mats GRAMBUSCH 33e | (1 - 0) | 44e Severiano VAN ASS | Arbitrage : Murray Grime Marcelo Servetto | Arbitrage : Murray Grime Marcelo Servetto |

| 12 août 2016      | Irlande                                | 2 - 3   | Argentine                                  | Centre olympique de hockey            |                                       |
| 19h30 (UTC−03:00) | John JERMYN 21e · Shane O'DONOGHUE 51e | (1 - 2) | 7e Juan SALADINO · 27, 51e Gonzalo PEILLAT | Arbitrage : Simon Taylor Paco Vázquez | Arbitrage : Simon Taylor Paco Vázquez |

## Phase finale
|  | Quarts de finale            | Quarts de finale            |                             |                             | Demi-finales                | Demi-finales                |   |  | Finale                      | Finale                      |
|  | Quarts de finale            | Quarts de finale            |                             |                             | Demi-finales                | Demi-finales                |   |  | Finale                      | Finale                      |
|  |                             |                             |                             |                             |                             |                             |   |  |                             |                             |
|  | 14 août à 12h30 (UTC−03:00) | 14 août à 12h30 (UTC−03:00) |                             |                             | 16 août à 17h00 (UTC−03:00) | 16 août à 17h00 (UTC−03:00) |   |  | 18 août à 17h00 (UTC−03:00) | 18 août à 17h00 (UTC−03:00) |
|  | 14 août à 12h30 (UTC−03:00) | 14 août à 12h30 (UTC−03:00) |                             |                             | 16 août à 17h00 (UTC−03:00) | 16 août à 17h00 (UTC−03:00) |   |  | 18 août à 17h00 (UTC−03:00) | 18 août à 17h00 (UTC−03:00) |
|  | Belgique                    | 3                           |                             |                             | 16 août à 17h00 (UTC−03:00) | 16 août à 17h00 (UTC−03:00) |   |  | 18 août à 17h00 (UTC−03:00) | 18 août à 17h00 (UTC−03:00) |
|  | Belgique                    | 3                           |                             |                             | 16 août à 17h00 (UTC−03:00) | 16 août à 17h00 (UTC−03:00) |   |  | 18 août à 17h00 (UTC−03:00) | 18 août à 17h00 (UTC−03:00) |
|  | Inde                        | 1                           |                             |                             | 16 août à 17h00 (UTC−03:00) | 16 août à 17h00 (UTC−03:00) |   |  | 18 août à 17h00 (UTC−03:00) | 18 août à 17h00 (UTC−03:00) |
|  | Inde                        | 1                           | Belgique                    | 3                           |                             |                             |   |  | 18 août à 17h00 (UTC−03:00) | 18 août à 17h00 (UTC−03:00) |
|  | 14 août à 18h00 (UTC−03:00) |                             | Belgique                    | 3                           |                             |                             |   |  | 18 août à 17h00 (UTC−03:00) | 18 août à 17h00 (UTC−03:00) |
|  |                             | Pays-Bas                    | 1                           |                             |                             |                             |   |  | 18 août à 17h00 (UTC−03:00) | 18 août à 17h00 (UTC−03:00) |
|  | Pays-Bas                    | Pays-Bas                    | 1                           | 4                           |                             |                             |   |  | 18 août à 17h00 (UTC−03:00) | 18 août à 17h00 (UTC−03:00) |
|  | Pays-Bas                    |                             |                             | 4                           |                             |                             |   |  | 18 août à 17h00 (UTC−03:00) | 18 août à 17h00 (UTC−03:00) |
|  | Australie                   | 0                           |                             |                             |                             |                             |   |  | 18 août à 17h00 (UTC−03:00) | 18 août à 17h00 (UTC−03:00) |
|  | Australie                   | 0                           | Belgique                    | 2                           |                             |                             |   |  |                             |                             |
|  | 14 août à 10h00 (UTC−03:00) |                             | Belgique                    | 2                           |                             |                             |   |  |                             |                             |
|  |                             | Argentine                   | 4                           |                             |                             |                             |   |  |                             |                             |
|  | Espagne                     | Argentine                   | 4                           | 1                           |                             |                             |   |  |                             |                             |
|  | Espagne                     | 16 août à 12h00 (UTC−03:00) |                             | 1                           |                             |                             |   |  |                             |                             |
|  | Argentine                   | 2                           |                             |                             |                             |                             |   |  |                             |                             |
|  | Argentine                   | 2                           | Argentine                   | 5                           |                             |                             |   |  |                             |                             |
|  | 14 août à 20h30 (UTC−03:00) | 14 août à 20h30 (UTC−03:00) | Argentine                   | 5                           | Match pour la 3e place      | Match pour la 3e place      |   |  |                             |                             |
|  | 14 août à 20h30 (UTC−03:00) | 14 août à 20h30 (UTC−03:00) |                             | Allemagne                   | Match pour la 3e place      | Match pour la 3e place      | 2 |  |                             |                             |
|  | Allemagne                   | 3                           | 18 août à 12h00 (UTC−03:00) | 18 août à 12h00 (UTC−03:00) |                             |                             | 2 |  |                             |                             |
|  | Allemagne                   | 3                           | 18 août à 12h00 (UTC−03:00) | 18 août à 12h00 (UTC−03:00) |                             |                             |   |  |                             |                             |
|  | Nouvelle-Zélande            | 2                           |                             | Pays-Bas                    | 1 (3)                       |                             |   |  |                             |                             |
|  | Nouvelle-Zélande            | 2                           |                             | Pays-Bas                    | 1 (3)                       |                             |   |  |                             |                             |
|  |                             |                             |                             |                             |                             |                             |   |  | Allemagne (t.a.b.)          | 1 (4)                       |
|  |                             |                             |                             |                             |                             |                             |   |  | Allemagne (t.a.b.)          | 1 (4)                       |

### Quarts de finale

#### Matchs
| 14 août 2016      | Espagne         | 1 - 2   | Argentine                               | Centre olympique de hockey            |                                       |
| 10h00 (UTC−03:00) | Pau QUEMADA 57e | (0 - 1) | 15+e Gonzalo PEILLAT · 59e Juan GILARDI | Arbitrage : Martin Madden Adam Kearns | Arbitrage : Martin Madden Adam Kearns |

| 14 août 2016      | Belgique                                 | 3 - 1   | Inde                | Centre olympique de hockey             |                                        |
| 12h30 (UTC−03:00) | Sébastien DOCKIER 34, 45e · Tom BOON 50e | (0 - 1) | 15e Akashdeep SINGH | Arbitrage : Simon Taylor Nathan Stagno | Arbitrage : Simon Taylor Nathan Stagno |

| 14 août 2016      | Pays-Bas                                                                           | 4 - 0   | Australie | Centre olympique de hockey                |                                           |
| 18h00 (UTC−03:00) | Billy BAKKER 1e · Bob DE VOOGD 28e · Valentin VERGA 33e · Mink VAN DER WEERDEN 49e | (2 - 0) |           | Arbitrage : Christian Blasch Paco Vázquez | Arbitrage : Christian Blasch Paco Vázquez |

| 14 août 2016      | Allemagne                                 | 3 - 2   | Nouvelle-Zélande                    | Centre olympique de hockey                |                                           |
| 20h30 (UTC−03:00) | Moritz FURSTE 56, 60e · Florian FUCHS 60e | (0 - 1) | 18e Hugo INGLIS · 49e Shea MCALEESE | Arbitrage : Marcelo Servetto Murray Grime | Arbitrage : Marcelo Servetto Murray Grime |

### Demi-finales

#### Matchs
| 16 août 2016      | Belgique                                                          | 3 - 1   | Pays-Bas                 | Centre olympique de hockey                    |                                               |
| 17h00 (UTC−03:00) | Jérôme TRUYENS 25e · John-John DOHMEN 29e · Florent VAN AUBEL 46e | (2 - 1) | 29e Mink VAN DER WEERDEN | Arbitrage : Germán Montes de Oca Murray Grime | Arbitrage : Germán Montes de Oca Murray Grime |

| 16 août 2016      | Argentine                                                        | 5 - 2   | Allemagne                                | Centre olympique de hockey             |                                        |
| 12h00 (UTC−03:00) | Gonzalo PEILLAT 9, 12, 28e · Joaquin MENINI 36e · Lucas VILA 47e | (3 - 0) | 51e Moritz FURSTE · 58e Christopher RÜHR | Arbitrage : Marcin Grochal John Wright | Arbitrage : Marcin Grochal John Wright |

### Match pour la médaille de bronze
| 18 août 2016      | Pays-Bas          | 1 - 1   | Allemagne        | Centre olympique de hockey                 |                                            |
| 12h00 (UTC−03:00) | Jorrit CROON 35e  | (0 - 0) | 42e Martin HANER | Arbitrage : Marcelo Servetto Martin Madden | Arbitrage : Marcelo Servetto Martin Madden |
| 12h00 (UTC−03:00) | Tirs au but 3 - 4 |         |                  | Arbitrage : Marcelo Servetto Martin Madden | Arbitrage : Marcelo Servetto Martin Madden |

### Finale
| 18 août 2016      | Belgique                                | 2 - 4   | Argentine                                                                         | Centre olympique de hockey               |                                          |
| 17h00 (UTC−03:00) | Tanguy COSYNS 3e · Gauthier BOCCARD 45e | (1 - 3) | 12e Pedro IBARRA · 15e Ignacio ORTIZ · 22e Gonzalo PEILLAT · 60e Agustin MAZZILLI | Arbitrage : John Wright Christian Blasch | Arbitrage : John Wright Christian Blasch |

## Statistiques et récompenses

### Classement final
| Place              | Pays             |
| ------------------ | ---------------- |
| Médaille d'or      | Argentine        |
| Médaille d'argent  | Belgique         |
| Médaille de bronze | Allemagne        |
| 4                  | Pays-Bas         |
| 5                  | Espagne          |
| 6                  | Australie        |
| 7                  | Nouvelle-Zélande |
| 8                  | Inde             |
| 9                  | Grande-Bretagne  |
| 10                 | Irlande          |
| 11                 | Canada           |
| 12                 | Brésil           |